# Per Stümer
Per Anders Olof Stümer, född 27 maj 1967, är en svensk före detta basketspelare i Södertälje BBK, numera basketexpert på Viasat Sport.
Stümer var under många år en av Sveriges allra bästa basketspelare och en av de största profilerna i basketligan och landslaget. Han har gjort 144 landskamper, med ett snitt på närmare 10 poäng per match och spelade EM 1993. Förutom att ha vunnit två SM-guld med Södertälje Kings i Elitserien och basketligan under åren 1983–2000 har han även varit proffs i franska Strasbourg, samt spelat collegebasket för Loyola Marymount University i Los Angeles 1988–1990. Han slutade spela i juni 2001 sedan hela sista säsongen förstörts på grund av en korsbandsskada. Det blev för hans del sammanlagt 509 matcher och 6 889 poäng för Södertälje Kings. Istället för spel blev han under det sista året expertkommentator i Com Hems sändningar från basketligan. Han har efter karriären fortsatt att kommentera basket på Viasat Sport och TV10 och skriver som basketexpert i Sport-Expressen.
Under säsongen 2001/2002 var han tillsammans med Jonte Karlsson coach för Södertälje Kings. 
Stümer var under flera år VD för Södertälje Turistbyrå/Träffpunt Tälje AB. Han arbetar sedan 2008 som chef för Scanias marknad och kommunikationsavdelningen och äger företaget HOPE Marketing. 
Stümer spelade ishockey innan han började med basket och spelade Sankt Erikscup-final med Södertälje SK någon gång i slutet på 1970-talet.
Stümer var gäst i studioprogrammet Engstrand 45 minuter på Viasat Sport den 25 mars 2010.
Stümer var i åtta år Emma Sjöbergs pojkvän.

## Externa hänvisningar
- Svenska Basketbollförbundet 2001-06-07 - Stümer slutar
- Expressen 8 Oktober 2010 - Per Stümer om...